# Тасман, Борис Рафаилович
Борис Рафаилович Тасман (бел. Барыс Тасман; 13 ноября 1954, Минск — 25 июня 2022) — белорусский журналист, один из авторов спортивной журналистики Республики Беларусь.

## Биография

### Семья
Мать Рива Евсеевна (в девичестве Плоц) — коренная минчанка, в годы Великой Отечественной войны потеряла на фронте отца (Евсей Плоц) и двух братьев (Шолым и Моша). После войны вернулась в Минск из эвакуации, работала бухгалтером в «Художественных мастерских». Отец, дед и прадед — уроженцы села Лебедево (Молодечненский район), что в 8 км от Молодечно. Дед Мейер Тасман (1893—1927) был художником, расписывал церкви и синагоги в Москве и Вильно, где и умер после тяжёлой болезни. Отец Рафаил Мейерович Тасман — ветеран и инвалид войны, около 40 лет проработал на заводе «Ударник». Одна из сестёр отца (Эстер Тасман) и тетя погибли в Минском гетто в 1942 году.

### Учёба и школа
Окончил минскую среднюю школу № 23. Поступил в Политехнический институт (1971), но через год оставил учёбу. Работал грузчиком на Полиграфкомбинате им. Я.Коласа, рабочим в сборочном цеху завода «Ударник». В 1974 году поступил на вечернее отделение геофака БГУ, который окончил в 1980 году. Параллельно с учёбой работал в лаборатории Белгипроводхоза (1974—1981).
С 1981 по 1994 год — учитель географии в минских школах № 117 и 46.
Любитель поэзии, ещё в Белгипроводхозе Б. Р. Тасман основал поэтическую студию Wobulimans, в рамках которой были поставлены программы по творчеству Андрея Вознесенского, Евгения Евтушенко, Юрия Левитанского и др.
Создал в стенах средней школы № 46 Музей космонавтики (1987-1994), который открыл белорусский советский космонавт Владимир Ковалёнок. При музее действовал кружок космонавтики, участников которого Б. Р. Тасман возил на экскурсии на родину белорусских космонавтов П. И. Климука и В. В. Ковалёнка, родоначальников космонавтики К. Э. Циолковского и С. А. Косберга, в Звёздный городок.

### Спорт и журналистика
Ещё в начальной школе Борис Тасман интересовался спортом, зачитывался «Советским спортом», «грезил о спортивной журналистике». Занимался борьбой, шахматами, настольным теннисом и лёгкой атлетикой. Тренировался у лучшего детского тренера белорусской королевы спорта Сергея Хомчука, с которым подружился на всю жизнь.
По собственному признанию журналиста, решающее влияние на его мировоззрение оказала мать и её гуманистическое воспитание. «Относительную трезвость ума» в советское время помогли сохранить радиопередачи «вражеских голосов».
5 января 1993 года первая независимая спортивная газета Беларуси «Прессбол» опубликовала дебютный материал Бориса Тасмана — о реформе футбольного чемпионата. В 1994 он перешёл из школы в «Прессбол». Наставником Б. Р. Тасмана в журналистике стал экс-корреспондент ТАСС/БЕЛТА Владимир Богданов — соавтор первого в мире информационного сообщения о принятии Белоруссией Декларации независимости.
В «Прессболе» — с 1994 по 1998 год. В 1997 году вёл спортивный отдел в популярной независимой газете «Свабода», с 1999 по 2002 год — редактор отдела спорта «Белорусской деловой газеты». Обозреватель «Белорусской газеты» (2002), автор журналов «Кур’ер». Belarus&Business, газет «Известия», «Беларускі час». C декабря 2002 года — обозреватель «Прессбола». В газете курирует олимпийские виды спорта.

### Значение и достижения
За время работы в журналистике зарекомендовал себя одним из наиболее авторитетных знатоков и аналитиков спорта. Известен энциклопедическими знаниями в области спортивной истории и статистики, способностью анализировать происходящее в любом виде спорта, независимой позицией.
В разные годы — автор циклов публикаций по истории Олимпийских игр, многочисленных интервью с прославленными белорусскими спортсменами, тренерами, функционерами разных эпох, которые составляют летопись белорусского спорта.
Именно Б. Р. Тасман первым предложил реформу футбольного чемпионата Белоруссии, которая была принята Белорусской федерацией футбола спустя 20 лет. Ещё в 1995 году предсказал большое будущее звезд белорусского тенниса 17-18-летних Максима Мирного и Владимира Волчкова. В начале 2000-х запечатлел взлёт будущей триумфаторши Олимпиады-2004 Юлии Нестеренко. Отстаивал права спринтерши во время её травли руководством Белорусской федерации лёгкой атлетики (2003), когда Нестеренко была в шаге от завершения спортивной карьеры.
Автор проблемных текстов и журналистских расследований о спортивной отрасли Белоруссии, многие из которых стали толчком для власть предержащих к принятию решений, в том числе на самом высоком уровне. Так, на следующий день после публикации расследования о многочисленных недоделках при реконструкции спорткомплекса в Витебске туда выехала президентская комиссия, вследствие чего ЦСК «Витебский» достроили. Написал серию публицистических текстов в защиту газеты «Прессбол» во время судебных преследований со стороны высших государственных чиновников.
После публикаций Бориса Тасмана были возвращены из небытия и реабилитированы имена легендарных фехтовальщика Алексея Никанчикова и стрелка Игоря Бакалова, судьбы которых сложились трагически, учреждены мемориальные соревнования памяти Никанчикова, Мечислава Овсяника, Сергея Хомчука.
Добиваясь либерализации в работе Белорусской федерации лёгкой атлетики, на общественных началах являлся её пресс-атташе (2005—2006). Оставил должность после того, как деятельность нового руководства федерации утратила прозрачный и открытый характер.
В годы работы в «Белорусской деловой газете» публиковал статьи на социально-политическую тематику. К неспортивной публицистике вернулся в 2007 году, когда на протяжении года вёл еженедельную авторскую колонку на сайте информагентства БелаПАН Naviny.by.
Женат, двое детей. Супруга Алла Лашкевич — учитель географии, более 30 лет преподавала в минских школах.

## Интересные факты
Фамилия журналиста совпадает с фамилией знаменитого голландского мореплавателя Абеля Тасмана, о чём его однажды спросили читатели «Прессбола». «Во время учёбы в БГУ преподаватели произносили мою фамилию с ударением на второй слог, как у первооткрывателя. Я и не спорил: может, так правильно? А вот однофамильцев (или родственников?) у нас с Абелем в Австралии и на острове Тасмания (он находится к югу от самого малого материка планеты) несколько тысяч. На острове даже есть университет Тасмана…», — объяснял журналист.

## Книги
- Б. Тасман. «100 лет чемпионатов Европы по греко-римской борьбе. Справочник» (Минск, 1998)